# Rachel Carson
Rachel Louise Carson (Springdale, 27 de maio de 1907 – Silver Spring, 14 de abril de 1964) foi uma bióloga marinha, escritora, cientista e ecologista norte-americana. Através da publicação de Silent Spring (1962), artigos e outros livros sobre meio ambiente, Rachel ajudou a lançar a consciência ambiental moderna. Começou a carreira como bióloga marinha no United States Fish and Wildlife Service dos Estados Unidos, tornando-se escritora em tempo integral a partir dos anos 1950. Seu livro de 1951, The Sea Around Us, tornou-se um bestseller e ganhou o National Book Award, o que lhe deu segurança financeira e reconhecimento nacional. Seu próximo livro, The Edge of the Sea e a nova edição de Under the Sea Wind, também se tornaram sucessos de vendas. A trilogia explora a vida marinha, desde à zona da praia até as profundezas.
No final dos anos 1950, Rachel começou a analisar a conservação ambiental, especialmente problemas que ela acreditava serem causados por pesticidas sintéticos. O resultado dessa pesquisa se tornou o livro Silent Spring (1962), que levou à população norte-americana uma preocupação ambiental sem precedentes. As companhias químicas logo se opuseram às colocações de Rachel em Silent Spring, e se engajaram em uma campanha de difamação da autora e do livro. Mas o legado de Rachel acabou por reverter a política nacional de uso de pesticidas, o que levou ao banimento do uso do DDT e de outros pesticidas nos Estados Unidos. O trabalho de Rachel também levou à criação da Agência de Proteção Ambiental dos Estados Unidos (EPA). Postumamente, Rachel recebeu a Medalha Presidencial da Liberdade pelo presidente Jimmy Carter, em 1980.

## Biografia

### Vida pessoal e educação

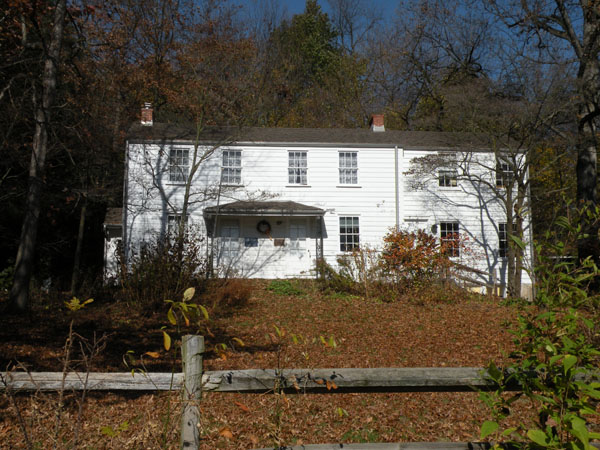
A casa onde Rachel Carson morou é hoje um memorial para seu trabalho. Foto de 7 de novembro de 2009.

Rachel nasceu em Springdale, Pensilvânia, em 27 de maio de 1907, uma cidade às margens do Rio Allegheny. Era filha de Maria Frazier McLean, uma dona de casa, e Robert Warden Carson, vendedor de seguros. Junto da família, ela explorou cada pedaço da fazenda onde morava, de 26 hectares. Leitora ávida ainda criança, ela começou a escrever as próprias histórias, em geral envolvendo animais, e teve a primeira história publicada aos dez anos de idade na revista St. Nicholas Magazine, onde ela lia os trabalhos de Beatrix Potter. Na adolescência era também leitora de Herman Melville, Joseph Conrad e Robert Louis Stevenson. Um tema recorrente de seus livros favoritos era os oceanos. Rachel se formou no ensino médio como uma das melhores da turma em 1925.
Rachel ingressou na Faculdade da Pensilvânia para Mulheres, hoje a Universidade Chatham e lá, assim como no ensino médio, era uma estudante solitária. Ingressando originalmente no curso de Língua Inglesa, ela mudou de curso, seguindo para a Biologia, em janeiro de 1928, apesar de continuar a contribuir para o jornal universitário e no suplemento de literatura. Devido a dificuldades financeiras, Rachel não pode ir para a Johns Hopkins University em 1928, mas se graduou com honras em 1929. Depois de um curso de verão no Laboratório de Vida Marinha, ela continuou estudando zoologia e genética na Johns Hopkins no outono de 1929.

### Início da carreira
Após um ano de sua graduação, Rachel entrou como assistente no laboratório de Raymond Pearl, onde trabalhou com ratos e Drosophilas, para juntar dinheiro. Depois de estudar esquilos e víboras, ela terminou sua dissertação sobre o desenvolvimento embrionário do pronefro (rim primitivo presente em todos os embriões de vertebrados) em peixes. Obteve seu mestrado em zoologia em junho de 1932. Rachel tinha a intenção de seguir para o doutorado, mas em 1934 ela foi forçada a deixar a Johns Hopkins para dar aulas e assim ajudar a família financeiramente. Em 1935, com a morte súbita do pai, Rachel precisou cuidar da mãe e a situação financeira das duas ficou ainda mais crítica. A pedido de sua orientadora na graduação, Mary Scott Skinker, Rachel pegou um trabalho temporário no Departamento de Pesca, roteirizando um programa educativo semanal, uma série chamada Romance Under the Waters. Sete programas de 52 minutos cada um, a série focava na vida aquática e tinha a intenção de gerar um interesse no público a respeito da biologia dos peixes e no trabalho do departamento governamental. Rachel também começou a submeter artigos a respeito da vida marinha da região de Chesapeake Bay para revistas e jornais locais, baseado em seu trabalho escrevendo a série.
O chefe de Rachel ficou satisfeito com o sucesso do programa escrito por Rachel e pediu que ela escrevesse a introdução de uma publicação do departamento e trabalhou para conseguir-lhe um trabalho de tempo integral. Na prova do concurso, em 1936, ela superou todos os colegas, assim que uma vaga abriu e ela se tornou a segunda mulher contratada para uma posição de tempo integral, como bióloga marinha assistente.
Uma das responsabilidades de Rachel no departamento era o de analisar e reportar dados de campo sobre a população de peixes e de escrever livros e outras publicações para o público leigo. Usando de muita pesquisa e consulta com muitos biólogos marinhos, ela também escreveu uma série de artigos para o jornal The Baltimore Sun. Suas responsabilidades com a família aumentaram em janeiro de 1937 quando sua irmã mais velha faleceu e deixou Rachel como a única responsável por cuidar de sua mãe e duas sobrinhas.

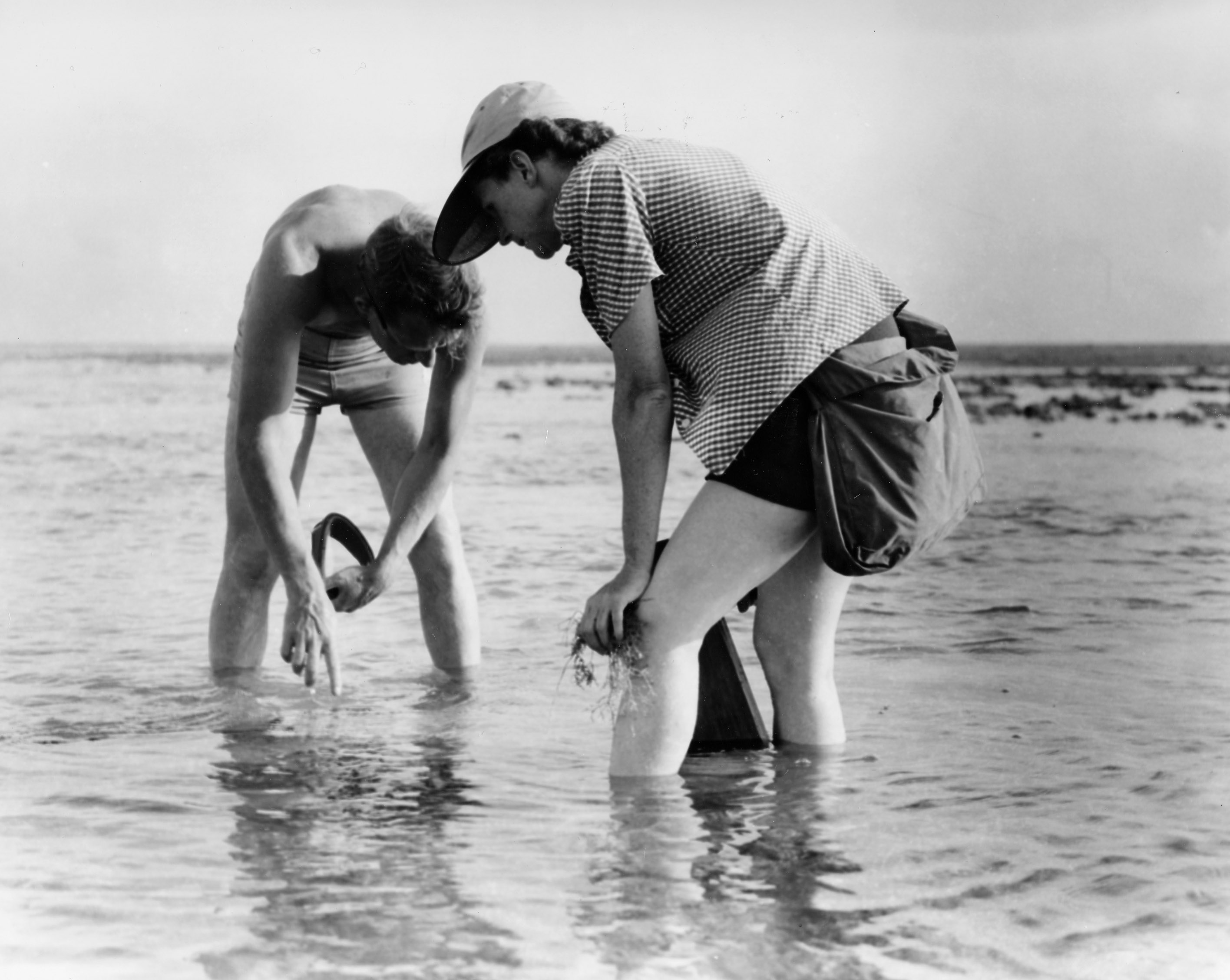
Rachel Carson e Bob Hines colhendo material para pesquisa no litoral em 1952

Em julho de 1937, o Atlantic Monthly uma versão revisada de um ensaio de Rachel, intitulado The World of Waters, originalmente escrito para seu primeiro livro sobre pesca no departamento. Seu chefe lhe disse que o ensaio era bom demais para esse objetivo e ele foi publicado com o nome de Undersea, uma narrativa sobre uma jornada no assoalho oceânico. Este ensaio marcou uma virada na carreira de escritora de Rachel. A editora Simon & Schuster ficou impressionada com Undersea e sugeriu que ela o expandisse para transformá-lo em um livro. Anos escrevendo resultaram no livro Under the Sea Wind (1941), que ganhou excelentes resenhas, mas vendeu pouco. Nesse meio tempo, Rachel foi mencionada no Sun Magazine, na Nature e na Collier's Weekly.
Rachel tentou deixar o United States Fish and Wildlife Service em 1945, mas poucos empregos para naturalistas estavam disponíveis, pois a maioria da verba destinada à ciência e área técnica estava concentrada no Projeto Manhattan. No meio daquele ano, Rachel se deparou pela primeira vez com os DDTs, um revolucionário pesticida, apelidado de "bomba para insetos", depois do bombardeamento de Hiroshima e Nagasaki, cujos testes de segurança e efeitos ecológicos ainda estavam no início. Rachel só viria a publicar algo sobre o assunto em 1962, já que os editores não achavam o assunto interessante.
Rachel conseguiu crescer dentro do departamento. Se em 1945 ela supervisionava uma pequena equipe de escritores, em 1949 ela se tornou a editora-chefe. O cargo de chefia lhe deu grandes oportunidades para trabalho de campo e a liberdade de escolher seus próprios projetos, mas também aumentou o trabalho burocrático que ela detestava fazer. Em 1948, Rachel começou a trabalhar no material para seu segundo livro e tomou a decisão de se tornar escritora em tempo integral. Naquele ano, ela contratou uma agente literária, Marie Rodell, com a qual manteve um relacionamento profissional por toda a sua carreira.
A Oxford University Press, casa editorial e departamento da Universidade de Oxford, demonstrou interesse na proposta de Rachel de escrever um livro sobre a vida dos oceanos, pedindo que ela enviasse o manuscrito até 1950 do que viria a ser o livro The Sea Around Us. Capítulos do livro foram publicados no Science Digest e na Yale Review. Nove capítulos foram publicados em série na revista The New Yorker, começando em junho de 1951. O livro foi publicado em 2 de julho de 1951. Ele permaneceu na lista de mais vendidos do The New York Times por 86 semanas e ganhou o prêmio National Book Award de não-ficção e a Burroughs Medal, que resultou em dois doutorados honorários para Rachel. Um documentário baseado no livro também foi produzido. The Sea acompanhou a republicação bem sucedida de Under the Sea Wind, que se tornou um bestseller. Com a segurança financeira provida pelas vendas dos livros, Rachel pode enfim deixar o departamento do governo em 1952 para poder se concentrar na carreira de escritora em tempo integral.
The Sea Around Us a inundou com cartas de fãs, discursos e todo tipo de correspondências, junto do roteiro do documentário, que ela se assegurou o direito de revisar. O final do roteiro a desagradou, escrito pelo diretor e produtor Irwin Allen, achando que ele não era fiel ao livro e cientificamente vergonhoso. Para sua infelicidade, o fato de ter o direito de revisar o roteiro não lhe dava o direito de controlar seu conteúdo e Irwin prosseguiu com as gravações do documentário, que se tornou um grande sucesso. Ele ganhou um Oscar de melhor documentário de longa-metragem, mas Rachel nunca mais vendeu os direitos de seus livros para serem filmados, irritada com a experiência com Irwin Allen.

### O trabalho com conservação
Por volta de 1953, Rachel começou sua pesquisa bibliográfica e de campo em ecologia e nos organismos da costa do Atlântico. Em 1955, ela concluiu o terceiro volume de sua trilogia do mar, chamado The Edge of the Sea, que foca na vida dos ecossistemas costeiros, em especial na costa leste dos Estados Unidos. Sua reputação como escritora de prosa poética e direta já estava bem estabelecida e o novo livro recebeu resenhas positivas, até mesmo entusiásticas, bem como The Sea Around Us recebeu.
Entre 1955 e 1956, Rachel trabalhou em diversos projetos, incluindo o roteiro de um episódio da série Omnibus, apresentado por Alistair Cooke, chamado "Something About the Sky" e escreveu diversos artigos para revistas populares. Seu plano para o próximo livro era focar na evolução, mas a dificuldade de encontrar fontes claras que lhe permitissem tratar do tópico e a recente publicação de Julian Huxley, chamada Evolution in Action, a fizeram abandonar a ideia. Rachel então passou a se interessar por conservação, pensando em um livro sobre meio ambiente, momento em que começou a se envolver com o tema e com grupos conservacionistas. Também estava em seu planos a compra de uma área no Maine para preservação, que nomeou de "Lost Woods". 
Uma tragédia familiar novamente se abateu sobre Rachel em 1957. Suas sobrinhas morreram aos 31 anos, deixando um órfão, Roger, de cinco anos de idade. Rachel assumiu a responsabilidade, adotando o menino, enquanto ainda cuidava da mãe idosa, o que cobrou muito esforço e dedicação de Rachel. Ela se mudou para Silver Spring, Maryland para cuidar de Roger e boa parte do ano de 1957 foi usado para colocar sua nova vida em ordem e para tratar dos assuntos ambientais que lhe interessavam. 
No final de 1957, Rachel acompanhava as propostas federais que visavam aumentar o uso de pesticidas no país. O Departamento de Agricultura dos Estados Unidos (USDA) planejava erradicar as formigas de fogo e os programas que usavam organoclorados e organofosfatos estavam em alta. Deste momento em diante, o trabalho de Rachel seria o de alertar a população e o governo sobre o uso exacerbado de pesticidas. 

### Silent Spring
O livro mais conhecido de Rachel é Silent Spring, ou Primavera Silenciosa, em português, publicado em 27 de setembro de 1962, pela editora Houghton Mifflin. A obra descreve os efeitos nocivos dos pesticidas ao meio ambiente e é creditado mundialmente pela criação da consciência moderna do movimento ambientalista. Rachel não foi a primeira nem a única a pessoa preocupada com os efeitos do DDT, mas a combinação de seu conhecimento científico com sua prosa poética alcançaram a audiência e ajudou a trazer à tona os efeitos nocivos do pesticida. A edição de Silent Spring de 1994 teve o então vice-presidente Al Gore como o autor da introdução. Em 2012, o livro foi reconhecido como um marco histórico para o desenvolvimento do movimento ambiental moderno pela American Chemical Society.

#### Pesquisa e escrita
A preocupação de Rachel com o uso dos pesticidas sintéticos começou por volta dos anos 1940. Muitos deles foram desenvolvidos por pesquisas militares desde a Segunda Guerra Mundial. Mas foi em 1957, com o programa do governo federal de erradicação da Lymantria dispar, conhecida como mariposa-cigana, bichoca, limantria ou lagarta-do-sobreiro, que levou Rachel a se dedicar à pesquisa e ao seu próximo livro, tratando de pesticidas e de ambientes contaminados. O programa da mariposa-cigana envolvia a dispersão aérea de DDT e outros pesticidas, misturados com óleo combustível, sobre áreas privadas. Donos de terras de Long Island entraram com um processo para impedir a dispersão e muitos moradores de áreas afetadas passaram a acompanhar o caso. A causa foi perdida, mas a Suprema Corte do país garantiu aos donos de terra o direito de obter liminares contra potenciais danos ambientais no futuro, o que estabeleceu as bases para outras ações ambientais na justiça.
A Sociedade Naturalista de Audubon também se opunha aos programas de dispersão de pesticidas e chamou Rachel Carson para tornar pública as práticas do governo. Rachel então começou seu projeto de quatro anos, que levaria ao Silent Spring, onde ela coletou diversos exemplos de danos ambientais atribuídos ao uso do DDT. Um de seus esforços foi o de incluir outros para sua luta, como o ensaísta E. B. White e diversos cientistas e jornalistas. Em 1958, Rachel conseguiu um acordo literário, com planos de escrevê-lo com o jornalista científico da revista Newsweek, Edwin Diamond. Mas quando a revista The New Yorker lhe pediu um artigo, que foi bem pago, ela começou a considerar em escrever bem mais do que apenas a introdução e a conclusão e assim o livro se tornou um projeto solo.
Conforme pesquisava, Rachel encontrou uma comunidade considerável de cientistas que vinham documentando os efeitos psicológicos e ambientais do uso de pesticidas. Através de seus contatos com muitos cientistas do governo, ela teve acesso a informações adicionais. Através da literatura científica e de entrevistas com cientistas, Rachel encontrou duas áreas que se relacionavam com os pesticidas: aqueles que descartavam qualquer perigo no uso de pesticidas e aqueles que estavam abertos à possibilidade de considerar métodos alternativos para o controle de pestes.
Em 1959, o Departamento de Agricultura dos Estados Unidos respondeu às crítica de Rachel e do público com um filme, chamado Fire Ants on Trial, que Rachel considerou propaganda barata que ignorava os perigos de se dispersar sem controle pesticidas, em especial a dieldrina e o heptacloro. Na primavera daquele ano, Rachel escreveu uma carta, publicada pelo jornal The Washington Post, atribuindo o recente declínio na população de aves (em suas palavras, "silenciamento dos pássaros") ao abuso no uso de pesticidas. Este também foi o ano do "Grande Escândalo da Oxicoco": nos anos de 1957 a 1959, as safras de oxicocos nos Estados Unidos continham altos níveis do herbicida aminotriazola (C2H4N4), responsável por causar câncer em cobaias, levando à suspensão da venda de oxicocos e seus derivados em todo país. Rachel esteve presente nas audiências do Food and Drug Administration (FDA) sobre a revisão das regulamentações sobre o uso dos pesticidas, no entanto foi desencorajada a continuar pelas táticas agressivas da indústria química e seus representantes, incluindo testemunhos de especialistas que contradiziam firmemente a literatura científica que ela vinha estudando. Ela também se perguntou sobre os possíveis "incentivos financeiros por trás de certos programas de pesticidas".
Pesquisando junto aos Institutos Nacionais da Saúde (NIH) e na Biblioteca Nacional de Medicina dos Estados Unidos, Rachel entrou em contato com médicos que pesquisavam a relação entre câncer e compostos químicos. O trabalho mais significativo foi o de Wilhelm Hueper, diretor e fundador do National Cancer Institute, que classificou muitos pesticidas como cancerígenos. Rachel e sua assistente, Jeanne Davis, com o auxílio da bibliotecária do NIH, Dorothy Algire, encontraram evidências que apoiavam a conexão entre câncer e pesticidas. Para Rachel, as evidências para a toxicidade de uma ampla gama de pesticidas sintéticos estavam bem claras, embora tais conclusões fossem muito controversas fora do pequeno grupo de cientistas que estudavam a capacidade dos pesticidas de causar câncer.
Em 1960, Rachel já tinha material de pesquisa mais que suficiente para o livro e a escrita prosseguiu rapidamente. Junto da pesquisa na literatura médica, ela também investigou centenas de incidentes individuais relacionados à exposição aos pesticidas e as doenças e danos ambientais por eles causados. Porém, em janeiro, uma úlcera duodenal causada por várias infecções a manteve na cama, de repouso, por várias semanas, atrasando a conclusão de Silent Spring. Por volta de março, ela já estava quase que totalmente recuperada e terminando os rascunhos de dois capítulos do livro referentes ao câncer, quando descobriu cistos na mama esquerda, que levaram a uma mastectomia. O médico disse que o procedimento era apenas precaução e não recomendou nenhum tratamento adicional, mas em dezembro Rachel descobriu que o tumor era de fato maligno e que o câncer tinha entrado em metástase. A pesquisa foi também atrasada pelo trabalho de revisão para a nova edição de The Sea Around Us e pelo ensaio com o fotógrafo Erich Hartmann para a revista Johns Hopkins Magazine, edição de maio/junho de 1961, onde Rachel fez as legendas das fotos. A maior parte da pesquisa e da escrita do livro já estavam prontos em 1960, exceto a recente discussão sobre controle biológico e a investigação a respeito dos novos pesticidas. Porém, outros problemas de saúde acabaram por atrasar a revisão final em 1961 e no começo de 1962.
Foi difícil para Rachel encontrar um título para o livro. "Primavera Silenciosa" foi inicialmente sugerido como o título para o capítulo sobre os pássaros. Em agosto de 1961, Rachel finalmente concordou com a sugestão de sua agente literária Marie Rodell. O título seria uma metáfora para o tema que o livro sugeria de um futuro sombrio para a natureza como um todo, além de ser um capítulo literal sobre a ausência do canto dos pássaros na primavera pela queda em sua população. Com a aprovação de Rachel, o editor da Houghton Mifflin, Paul Brooks, conseguiu que Louis e Lois Darling fizessem as ilustrações do miolo, bem como a capa. O último capítulo escrito era o primeiro, A Fable for Tomorrow, onde Rachel faz uma apresentação gentil para o que de outra forma seria um tema estranhamente sério. Em meados de junho/julho de 1962, Rachel e Paul terminaram a edição e começaram a promover o livro, enviando o manuscrito para algumas pessoas selecionadas para sugestões finais.

#### Conteúdo
O tema principal de Silent Spring é o efeito poderoso e, muitas vezes, negativo, que os seres humanos têm no mundo natural. O biógrafo Mark Hamilton Lytle disse que Racherl Carson conscientemente decidiu escrever um livro questionando o paradigma do progresso científico que definiu a cultura americana do pós-guerra.
O argumento mais importante do livro é que pesticidas têm um efeito negativo no meio ambiente. Segundo Rachel, eles podem ser chamados de "biocidas", já que seus efeitos raramente se limitam a seus alvos, as pestes. O DDT é seu principal exemplo, mas outros pesticidas sintéticos foram analisados, bem como aqueles que causam bioacumulação. Há também acusações à indústria química de intencionalmente espalhar desinformação e de funcionários públicos aceitando as afirmações das indústrias sem oposição. Mesmo sendo dedicado a relatar os efeitos dos pesticidas nos ecossistemas, existem quatro capítulos detalhando o envenenamento em seres humanos, além de uma relação de doenças causadas pelos pesticidas. Sobre o DDT e câncer, assunto amplamente debatido, Rachel falou pouco.
Rachel também previu as consequências futuras aumentado, especialmente quando as pestes começassem a desenvolver resistência aos pesticidas, enquanto os ecossistemas enfraquecidos se tornariam presas fáceis para espécies invasoras. O livro faz um apelo para o maior uso do controle biótico de pestes como uma alternativa ao uso de produtos químicos. Já ao DDT, Rachel não pede por um banimento de seu uso. Parte do argumento em Silent Spring, é que mesmo que o uso do DDT e de qualquer pesticida não tivesse efeito algum no meio ambiente, seu uso indiscriminado era contra-produtivo, porque criaria insetos resistentes aos pesticidas, tornando-os inúteis em eliminar às populações que atacavam lavouras e plantações. Outra observação de Rachel foi que programas de combate à malária eram ameaçados pela resistência dos mosquitos aos pesticidas e enfatizou que seu uso deveria ser o mínimo possível ao invés de o máximo possível.

#### Promoção e recepção
Uma forte oposição surgiu assim que o livro foi publicado, sobre Rachel e todos os envolvidos com a obra. Eles estavam particularmente preocupados com a possibilidade de serem processados por difamação. Rachel prosseguia com a radioterapia e não tinha energia suficiente para defender seu trabalho e responder às críticas. Assim, antecipando a onda de ataques, Rachel e sua agente tentaram reunir o maior número possível de apoiadores antes mesmo do livro ser lançado. Os capítulos científicos do livro foram revisados por cientistas de suas respectivas áreas, que lhe deram grande apoio após a publicação. Rachel esteve em uma conferência de conservação ambiental na Casa Branca, em maio de 1962. A editora distribuiu cópias do manuscrito para várias autoridades e promoveu publicações junto à revista New Yorker. Rachel enviou uma cópia ao jurista William O. Douglas, um apoiador de longa data à causa ambiental, que foi contra a decisão da corte no caso do uso dos pesticidas em Long Island e que forneceu algumas informações à Rachel no capítulo sobre herbicidas.
Embora Silent Spring tenha gerado um alto interesse em sua propaganda anterior à publicação, ele se intensificou com as publicações da revista The New Yorker, de 16 de junho de 1962. Elas deram ao livro a atenção das indústrias químicas e lobistas, bem como da população norte-americana. O The New York Times escreveu um editorial positivo a respeito do livro e partes dele foram publicados pela revista Audubon, com mais campanhas de divulgação em junho e agosto do mesmo ano, conforme as indústrias químicas se pronunciavam. O escândalo da talidomida, que causa defeitos congênitos em recém nascidos tinha estourado pouco antes do lançamento do livro, gerando rápidas comparações entre Rachel Carson e Frances Oldham Kelsey, o revisor da FDA que proibiu a venda da talidomida em todo o país. 
A forte oposição das indústrias químicas se seguiu poucas semanas após a publicação de Silent Spring. A DuPont, principal fabricante do DDT e do ácido diclorofenoxiacético e a Velsicol, fabricante exclusiva do clordano e o heptacloro, foram as primeiras a se pronunciar. A DuPont compilou um imenso relatório a respeito da cobertura da imprensa sobre o livro e estimou o impacto na opinião pública. A Velsicol ameaçou tomar uma medida judicial contra a editora Houghton Mifflin, bem como as revistas The New Yorker e Audubon, a menos que os planos para o Silent Spring fossem cancelados. Representantes das indústrias e os lobistas também criaram várias reclamações, algumas anônimas, sobre o conteúdo do livro. Panfletos e artigos foram escritos em defesa do uso de pesticidas. Mas Rachel e os advogados da editora estavam confiantes que nenhuma ameaça de processo ou medida legal abalaria o livro e tudo seguiu como planejado.
Entre os mais ferrenhos opositores de Rachel e do Silent Spring estavam o bioquímico Robert White-Stevens e o químico Thomas H. Jukes, ambos da empresa American Cyanamid. Segundo White-Stevens, se qualquer um seguisse os ensinamentos da Srta. Carson, a sociedade retornaria para a Idade das Trevas, onde insetos e doenças e vermes mais uma vez dominariam a Terra. Outros foram além, caçando as credenciais científicas de Rachel, já que sua formação era em biologia marinha e não em bioquímica e até mesmo seu caráter e vida pessoal. Chegaram a criticar sua aparência e até o fato de ser solteira como indicativos de que ela fosse "comunista".
Muitos críticos alarmistas alegaram que Rachel queria a completa eliminação de todos os pesticidas, o que não era verdade. Ela apenas queria o uso responsável das substâncias e o manejo seguro, consciente do impacto destes produtos em seres humanos e nos ecossistemas e da resistência das pestes aos químicos com o passar do tempo e seu uso indiscriminado. A comunidade acadêmica - incluindo proeminentes defensores como H. J. Muller, Loren Eisley, Clarence Cottam e Frank Egler - em grande parte, apoiou as afirmações científicas do livro e a opinião pública também estava favorável ao livro. Os pesticidas se tornaram assunto de grande interesse do público, especialmente após o especial da CBS, "The Silent Spring of Rachel Carson", emitido em 3 de abril de 1963. Mesmo trazendo análises de opositores ao livro, a recepção do público foi positiva, com 10 a 15 milhões de espectadores, levando a uma revisão pelo Congresso dos perigos causados pelos pesticidas. Cerca de um anos depois da publicação, os ataques ao livro e à Rachel Carson caíram.
Em uma de suas últimas aparições públicas, Rachel testemunhou perante o comitê de ciências do presidente John F. Kennedy, cujo relatório apoiou as afirmações de Silent Spring, em 15 de maio de 1963. Ela também testemunhou no subcomitê do Senado para fazer recomendações. Apesar de ter recebido centenas de convites para palestras e entrevistas, ela não conseguiu atender a maioria delas. Sua saúde começou a deteriorar conforme o câncer deixou de responder à radioterapia, com apenas alguns momentos de remissão. No final de 1963, ela recebeu diversos prêmios: a Medalha Audubon, a Medalha Cullum Geographical e uma indicação para a American Academy of Arts and Letters.

## Morte
Em 1960, Rachel descobriu que seu câncer de mama entrou em metástase. O tratamento e a doença a enfraqueceram e ela ficou doente devido a um vírus respiratório em janeiro de 1964. Sua saúde piorou muito e em fevereiro os médicos descobriram que ela estava com anemia severa devido aos tratamentos com radioterapia e que seu câncer tinha atingido o fígado. Ela faleceu devido a um infarto em 14 de abril de 1964, em sua casa em Silver Spring, Maryland.
Seu corpo foi cremado e as cinzas enterradas ao lado do túmulo da mãe, no Cemitério Parklawn Memorial Gardens, em Rockville, Maryland. Parte de suas cinzas foram espalhadas ao longo da costa da Ilha de Southport, próximo a Sheepscot Bay, no Maine.